# 2023 în Algeria
Acest articol prezinta evenimente marcante din anul 2023 în Algeria .

## Decese
- 13 mai – Tayeb Belaiz⁠(d) (născut în anul 1948), jurist și politician